# Karl Ludwig Harding
| Odkryte planetoidy: 1 | Odkryte planetoidy: 1 |
| --------------------- | --------------------- |
| (3) Juno              | 1 września 1804       |

Karl Ludwig Harding (ur. 30 września 1765 w Lauenburg/Elbe, zm. 31 sierpnia 1834 w Getyndze) – niemiecki astronom, odkrywca planetoidy (3) Juno (1 września 1804).
Jest uznawany za odkrywcę NGC 7293 – mgławicy planetarnej zwanej również mgławicą Ślimak (Helix Nebula), czego dokonał przed 1824. Prócz tego odkrył także 3 komety i opublikował Atlas novus coelestis zawierający 120 000 gwiazd.
Był współpracownikiem Carla Gaussa. Jego imieniem nazwano krater na Księżycu oraz planetoidę (2003) Harding.